# Jácome de Sousa Machado
Jácome de Sousa Machado (São Mateus, Urzelina, Velas, ilha de São Jorge — 15 de Setembro de 1820) foi produtor Agrícola em terras próprias e militar do exército português na especialidade de infantaria.

## Biografia
Prestou serviço no exército português, no Regimento de Guarnição nº 1, aquartelado na Fortaleza de São João Baptista, no Monte Brasil, junto à cidade de Angra do Heroísmo.
Foi um médio detentor de terras na ilha de São Jorge nomeadamente no concelho de Velas onde produzia vários géneros de cereais com predominância para o trigo e para o milho para eram vendidos na vila das Velas e arredores chegando os excedentes a serem exportados para o continente português.
Nas suas Terras da Urzelina produzia vinho de várias castas, particularmente o Vinho branco da casta Verdelho, o vinho da casta Terrantez e da casta americana Isabelle (por vezes designada por Isabel ou Isabela) e que produz o vinho conhecido regionalmente, como “Vinho de cheiro”, que era vendido principalmente na vila das Velas.

## Relações Familiares
Foi filho do Capitão Pedro Bráz Machado e de D. Rosa Maria. Casou a 2 de Julho de 1767, em São Mateus da Urzelina, Velas, com D. Quitéria Maria (Santo Amaro, Velas, ilha de São Jorge, 1730 — 25 de Abril de 1800) filha de Henrique de Quadros e de D. Maria de Jesus, de quem teve:
1. Manuel de Sousa Machado (Santo Amaro 7 de Janeiro de 1773 — Velas, ilha de São Jorge) casou com D. Maria Joséfa de Jesus a 4 de Maio de 1807.
2. Francisca (13 de Fevereiro de 1792 —?).
3. Jerónimo (22 de Julho de 1790 —?).
4. Maria (I) (18 de Maio de 1784 —?).
5. Maria (II) (5 de Junho de 1786 —?).
6. Luzia (8 de Junho de 1780 —?).
7. João (29 de Setembro de 1776 —?).
8. Henrique (—? 30 de Julho de 1790).
9. Maria do Sacramento (Santo Amaro, Velas, ilha de São Jorge —?), casou em 23 de Setembro de 1811 com Manuel Inácio de Bettencourt em Santo Amaro, Velas, São Jorge (9 de Agosto de 1790 —?).